# كوركينو
كوركينو (بالروسية: Коркино) هي إحدى مدن روسيا في الكيان الفدرالي الروسي تشيليابينسك أوبلاست.

## أعلام
- يلينا سكرينيك